# Orehovec (Sveti Petar Orehovec)
Orehovec je naselje u Hrvatskoj u sastavu općine Svetog Petra Orehovca. Nalazi se u Koprivničko-križevačkoj županiji. 

## Zemljopis
Zapadno su Selnica Miholečka i Podvinje Miholečko, sjeverozapadno su Voljavec Riječki, Lukačevec, Barlabaševec, Bogačevo, Bogačevo Riječko, Dropkovec, Finčevec i Vinarec, sjeverno je Sveti Petar Orehovec, sjeveroistočno su Črnčevec, Mikovec, Hrgovec, Selanec, Zamladinec i Bočkovec, istočno su rječica i Piškovec, jugoistočno su Brdo Orehovečko, Guščerovec i Međa, jugozapadno je Miholec.

## Stanovništvo
| broj stanovnika | 71    | 104   | 123   | 134   | 146   | 148   | 150   | 147   | 159   | 159   | 157   | 144   | 130   | 116   | 129   | 101   | 83    |
|                 | 1857. | 1869. | 1880. | 1890. | 1900. | 1910. | 1921. | 1931. | 1948. | 1953. | 1961. | 1971. | 1981. | 1991. | 2001. | 2011. | 2021. |